# Нижнеярский сельсовет
Нижнея́рский сельсове́т — муниципальное образование со статусом сельского поселения в Далматовском районе Курганской области Российской Федерации.
Административный центр — село Нижний Яр.

## История
В соответствии с Законом Курганской области от 6 июля 2004 года № 419 сельсовет наделён статусом сельского поселения.

## Население
| 1989 | 2002 | 2010 | 2012 | 2013 | 2014 | 2015 |
| ---- | ---- | ---- | ---- | ---- | ---- | ---- |
| 596  | ↘491 | ↘271 | ↘257 | ↘246 | ↘228 | ↘225 |
| 2016 | 2017 | 2018 | 2019 | 2020 |      |      |
| ↘220 | ↘213 | ↘210 | ↘209 | ↘194 |      |      |

## Состав сельского поселения
| № | Населённый пункт | Тип населённого пункта       | Население |
| - | ---------------- | ---------------------------- | --------- |
| 1 | Максимово        | деревня                      | ↘66       |
| 2 | Нижний Яр        | село, административный центр | ↘205      |